# Pick Me Up (Masters of Horror)
"Pick Me Up" és l'onzè episodi de la primera temporada de Masters of Horror. Es va emetre originalment a Amèrica del Nord el 20 de gener de 2006. Es va basar en la història curta de David Schow. L'episodi va ser el projecte final dirigit per Larry Cohen abans de la seva mort el 2019.

## Argument
En una carretera de dos carrils, dos assassins en sèrie s'enfronten en una guerra territorial: un es diu Wheeler (Michael Moriarty) que mata els autoestopistes que recull en el seu camió, i l'altre es diu Walker (Warren Kole), que és un autoestopista que assassina a qui li porti en un passeig. Stacia (Fairuza Balk), una dona recentment divorciada, cau entre la batalla de l'enginy.
Després que un autobús de transport s'avaria, Wheeler i Walker maten el conductor i els passatgers excepte Stacia, que va marxar abans. Fascinats, Wheeler i Walker s'examinen mútuament les víctimes. Wheeler assassina una dona (Laurene Landon) i penja el seu cos al camió, i decapita un home amb la porta corredissa del maleter. Walker mata al conductor de l'autobús amb una serp morta, dispara a un passatger, deixa morir un altre passatger lligat pels canells a un arbre i embolicat amb filferro d'arç (a qui Wheeler troba viu i es burla), mata un punk, i arrenca la pell parcialment la seva xicota abans de matar-la.
Més tard, en un motel al costat de la carretera, els dos psicòpates juguen a jocs de cap entre ells i l'Stacia, enfrontant-se per saber qui la matarà. Quan marxa del motel, Wheeler li ofereix un viatge i després l'assalta mentre condueix, emmanillant-la a la cabina del camió. Troba en Walker parat al mig de l'autopista i frena fins a aturar-se just abans de colpejar-lo. Walker accepta un viatge, i els dos es barallen i treuen les seves pistoles, disposats a matar-se l'Stacia i l'un a l'altre. Stacia, asseguda al mig, pica els frens i envia els dos assassins a través del parabrisa cap a la carretera i fa que la cabina del camió caigui de costat. La Stacia lluita sense èxit per aconseguir l'arma de Wheeler, mentre el Wheeler i el Walker ferits lluiten per determinar qui la matarà mentre sona la sirena de l'ambulància.
Al final, Wheeler i Walker estan l'un al costat de l'altre a l'ambulància, encara lluitant i maleint-se. Finalment, cessen i declaren una treva. Walker intenta arribar a un acord amb Wheeler mentre assenyala la diversió que podrien passar tots dos amb una ambulància, revelant que encara té el seu ganivet artesanal que va utilitzar per torturar la xicota. No obstant això, un dels EMT clava xeringues plenes d'aire al seu pit, matant-los a tots dos. El nou assassí li diu al conductor que planeja salvar l'Stacia (lligada i emmordassada a una llitera superior de l'ambulància) per a més tard.

## Repartiment
- Fairuza Balk.... Stacia
- Michael Moriarty.... Jim Wheeler
- Warren Kole .... Walker
- Laurene Landon .... Birdy
- Malcolm Kennard .... Danny
- Tom Pickett .... Bus Driver
- Peter Benson .... Deuce
- Kristie Marsden .... Marie
- Michael Eklund .... Cashier
- Paul Anthony .... Stoney
- Crystal Lowe.... Lily
- Michael Petroni .... Ambulance Attendant
- Mar Andersons .... Ambulance Driver